# Kanton Saint-Péray
Saint-Péray is een voormalig kanton van het Franse departement Ardèche. Het kanton maakte deel uit van het arrondissement Tournon-sur-Rhône. Het werd opgeheven bij decreet van 13 februari 2014 met uitwerking op 22 maart 2015.

## Gemeenten

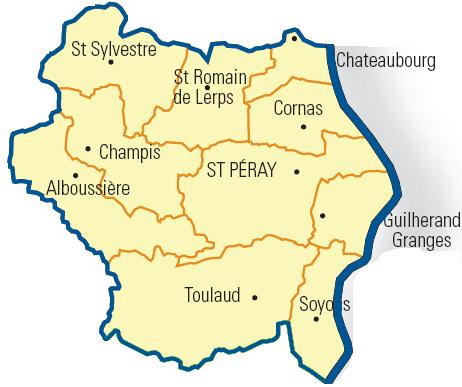
Ligging van gemeenten in het kanton

Het kanton Saint-Péray omvatte de volgende gemeenten:
- Alboussière
- Champis
- Châteaubourg
- Cornas
- Guilherand-Granges
- Saint-Péray (hoofdplaats)
- Saint-Romain-de-Lerps
- Saint-Sylvestre
- Soyons
- Toulaud